# Sophie Okonedo
Sophie Okonedo est une actrice britannique née le 11 août 1968 à Londres.
Après des débuts discrets dans les années 1990, essentiellement constitués d'apparitions mineures à la télévision et des seconds rôles au cinéma (Go Now, Ace Ventura en Afrique, Mariage à l'anglaise), elle se fait connaître dans les années 2000.
C'est le drame Hôtel Rwanda qui la révèle et lui vaut notamment une nomination pour l'Oscar de la meilleure actrice dans un second rôle. Elle apparaît ensuite dans des longs métrages tels que Æon Flux, Alex Rider : Stormbreaker, Amour et Conséquences, Un enfant pas comme les autres, Skin et Le Secret de Lily Owens.
À la télévision, elle poursuit dans le registre dramatique avec notamment les téléfilms Père malgré lui et Tsunami : Les Jours d'après, ce dernier lui permet d'obtenir une citation pour le Golden Globe de la meilleure actrice dans une mini-série ou un téléfilm. Elle porte aussi de nombreuses mini-séries tels que Oliver Twist, Criminal Justice, La Gifle, Ratched...
Parallèlement, elle perce au théâtre, ce qui lui vaut notamment de remporter le Tony Award de la meilleure actrice dans une pièce.

## Biographie

### Jeunesse et formation
Sophie Okonedo est née à Londres d'un père nigérian et d'une mère juive ashkénaze d'origine russe et polonaise. Elle est élevée dans un milieu modeste par sa mère dans la tradition ashkénaze après le départ de son père alors qu'elle n'avait que 5 ans. Elle développe, grâce à la lecture, un attrait pour la fiction. Elle suit une formation à la Royal Academy of Dramatic Art,.

### Carrière

#### Débuts discrets et révélation progressive (1990-2000)
En 1991, elle débute en décrochant un rôle dans le drame musical indépendant Young Soul Rebels d'Isaac Julien. Dans le même temps, elle commence à apparaître à la télévision britannique dans diverses séries télévisées ou dans des téléfilms.
En 1995, elle est à l'affiche de deux longs métrages : le drame Go Now par Michael Winterbottom avec Robert Carlyle et Juliet Aubrey ainsi que la comédie à succès Ace Ventura en Afrique. L'année d'après, elle n'a qu'une faible apparition dans le film d'action Le Chacal avec Bruce Willis et Richard Gere.
En 1999, elle rejoint la distribution du film d'amour Mariage à l'anglaise. En 2002, elle se fait un peu plus connaître avec Dirty Pretty Things aux côtés de la française Audrey Tautou sous la direction de Stephen Frears. Son interprétation lui vaut une nomination à l'Independent Spirit Awards.
Mais il faut réellement attendre 2005 pour qu'elle se fasse connaître grâce au drame Hôtel Rwanda qui lui permet d'être nommée à l'Oscar du meilleur second rôle féminin. Dès lors elle enchaîne dans des projets plus exposés, comme le film de science-fiction Æon Flux, porté par une Charlize Theron fraîchement oscarisée, le film d'espionnage Alex Rider : Stormbreaker, adapté du roman homonyme de la série des aventures d'Alex Rider d'Anthony Horowitz avec Alex Pettyfer et Mickey Rourke ou encore les drames Amour et Conséquences, retrouvant pour l'occasion Ewan McGregor et Un enfant pas comme les autres avec John Cusack et Amanda Peet.
En parallèle, elle n'en oublie pas la télévision qui lui a permis de percer et rencontre le succès notamment avec le téléfilm Tsunami : Les Jours d'après, réel plébiscite critique, qui lui vaut une citation pour le Golden Globe de la meilleure actrice dans une mini-série ou un téléfilm.
L'année qui suit, elle poursuit et confirme dans son registre de prédilection avec deux drames : d'abord en rejoignant la large distribution de Le Secret de Lily Owens aux côtés des actrices Dakota Fanning, Jennifer Hudson, Queen Latifah et Alicia Keys, puis, en étant la vedette de Skin, lauréat de certains festivals du cinéma.

#### Diversification et succès (2010)
En 2010, elle a été fait Officier de l'Ordre de l'Empire britannique,. Cette année-là, elle apparaît dans deux épisodes de Doctor Who et incarne Winnie Mandela dans le téléfilm biopic Winnie, l'autre Mandela, qui lui vaut une nomination au BAFTA Awards,.
Elle occupe aussi des rôles principaux dans des mini-séries comme la dramatique Oliver Twist, la deuxième saison en cinq épisodes de Criminal Justice ou dans l'australienne La Gifle partageant la vedette avec Jonathan LaPaglia et Melissa George.
En 2013, elle participe au blockbuster After Earth porté par le duo père et fils, Will Smith et Jaden Smith, mais cette production est un échec. Elle renoue avec le succès grâce au théâtre. En effet, sa participation à la pièce A Raisin in the Sun lui permet de remporter le Theatre World Awards ainsi que le prestigieux Tony Award de la meilleure actrice dans une pièce, en 2014.
Deux ans plus tard, elle décroche sa seconde citation pour un Tony Awards après avoir portée la pièce The Crucible. La même année, sa participation à la série de téléfilms The Hollow Crown lui vaut une nouvelle citation pour un Black Reel Awards. Dans le même temps, elle joue le rôle titre de la mini série policière Undercover, son incarnation d’une icône de la lutte contre le racisme est saluée par la critique.
En 2017, à la suite des révélations chocs sur l’Affaire Harvey Weinstein, le réalisateur Michael Caton-Jones révèle avoir choisi Sophie Okonedo dans le rôle principal du film B. Monkey qu’il venait de diriger dans Le Chacal, mais celle- ci sera écartée du projet au profit d’Asia Argento, le producteur Harvey Weinstein n’étant pas satisfait du choix de Caton-Jones qui finira par débarquer aussi le réalisateur du projet.
Elle rejoint ensuite la distribution principale de la mini série Flack, annoncée comme une dramédie diffusée sur la chaîne Pop TV, la série sera coproduite et portée par Anna Paquin. Avant cela, elle donne la réplique à Toni Collette dans la série télévisée Wanderlust.
En 2019, elle rejoint le blockbuster fantastique Hellboy de Neil Marshall, s'agissant du 3efilm adapté du personnage de comics Hellboy créé par Mike Mignola, après Hellboy (2004) et Hellboy 2 : Les Légions d'or maudites (2008) de Guillermo del Toro, sans pour autant en être la suite directe. L'année suivante, elle joue dans Mort sur le Nil de Kenneth Branagh. Il s'agit de l'adaptation cinématographique du roman du même nom d'Agatha Christie.

### Vie privée
Okonedo a une fille, issue de la relation qu'elle a eue avec le monteur irlandais Eoin Martin, et vit à Muswell Hill, à Londres. Sur son héritage, Okonedo a déclaré: « Je me sens aussi fière d'être juive que je me sens fière d'être noire » et appelle sa fille une « juive irlandaise nigériane ». Depuis 2023, Okonedo est mariée à Jamie Chalmers, qui est maçon,  et dont elle est la belle-mère de ses deux enfants.

## Filmographie

### Cinéma
- 1991 : Young Soul Rebels de Isaac Julien : Tracy
- 1995 : Go Now de Michael Winterbottom : Paula
- 1995 : Ace Ventura en Afrique (Ace Ventura: When Nature Calls) de Steve Oedekerk : la princesse Wachati
- 1997 : Le Chacal (The Jackal) de Michael Caton-Jones : Jamaican Girl
- 1999 : Mariage à l'anglaise (This Year's Love) de David Kane : Denise
- 1999 : Mad Cows de Sara Sugarman : Rosy
- 2000 : Peaches de Nick Grosso : Pippa
- 2002 : Dirty Pretty Things (Loin de chez eux) de Stephen Frears : Juliette
- 2003 : Cross My Heart de Avie Luthra : Marsee
- 2004 : Hotel Rwanda de Terry George : Tatiana Rusesabagina
- 2005 : Æon Flux de Karyn Kusama : Sithandra
- 2006 : Alex Rider : Stormbreaker (Stormbreaker) de Geoffrey Sax : Mme Jones
- 2006 : Amour et Conséquences (Scenes of a Sexual Nature) d'Ed Blum : Anna
- 2007 : Un enfant pas comme les autres de Menno Meyjes : Sophie
- 2008 : Le Secret de Lily Owens de Gina Prince-Bythewood : May Boatwright
- 2008 : Skin de Anthony Fabian : Sandra Laing
- 2013 : After Earth de M.Night Shyamalan : Faia Raige
- 2014 : War Book de Tom Harper : Philippa
- 2018 : Jean-Christophe et Winnie (Christopher Robin) de Marc Forster : Grand Gourou (Maman Gourou) (voix)
- 2018 : Wild Rose de Tom Harper : Susannah
- 2018 : Antony & Cleopatra de Simon Godwin : Cleopatra
- 2019 : Hellboy de Neil Marshall : Lady Hatton
- 2022 : Mort sur le Nil de Kenneth Branagh : Salomé Otterbourne
- 2023 : Agent Stone (Heart of Stone) de Tom Harper : Nomad

### Télévision

#### Séries télévisées
- 1991 : Casualty : Gina Russell (1 épisode)
- 1991 : Spatz : Kim (1 épisode)
- 1994 : The Bill : Adele Percy (1 épisode)
- 1995 : The Governor : Moira Lavitt (rôle récurrent - 6 épisodes)
- 1996 : Murder Most Horrid : Rachel (1 épisode)
- 1996-1997 : Staying Alive : Kelley Booth (rôle principal - 12 épisodes)
- 2000 : In Defence (mini-série) : Bernie Kramer (rôle principal - 4 épisodes)
- 2001 : Table 12 : Karen (1 épisode)
- 2002 : Clocking Off : Jenny Wood (5 épisodes)
- 2003 : Scream of the Shalka (Doctor Who: Scream of the Shalka) : Alison Cheney (voix, 6 épisodes)
- 2003 : Meurtres à l'anglaise (The Inspector Lynley Mysteries) : Eve Bowen (1 épisode)
- 2003 : MI-5 (Spooks) : Amanda Roke (1 épisode)
- 2007 : Oliver Twist (mini-série) : Nancy (rôle principal - 5 épisodes)
- 2009 : Father & Son (mini-série) : Connie Turner (rôle principal - 4 épisodes)
- 2009 : Criminal Justice : Jack Woolf (rôle principal - saison 2, 5 épisodes)
- 2010 : Doctor Who : Liz 10 (2 épisodes)
- 2011 : La Gifle (The Slap) (mini-série) : Aisha (rôle principal - 8 épisodes)
- 2012 : Sinbad : Razia (1 épisode)
- 2013 : Perfect crime (mini-série) : Margaret «Maggie» Gardner (rôle principal - 3 épisodes)
- 2013 : Mayday (mini-série) : Fiona Hill (rôle principal - 5 épisodes)
- 2014 : Wall Street : Bryce (pilote non retenu par CBS Television)
- 2016 : Undercover (mini-série) : Maya Cobbina (rôle principal - 6 épisodes)
- 2016 : The Hollow Crown : Margaret (3 épisodes)
- 2018 : Wanderlust : Angela Bowden (4 épisodes)
- 2019 : Flack : Caroline (5 épisodes)
- 2019 : Chimerica : Tessa Kendrick (4 épisodes)
- 2020 : Criminal : UK (en) : Julia (saison 2 épisode 1)
- 2020 : Ratched : Charlotte Wells (3 épisodes)
- 2021 : La Roue du temps (série télévisée) : Siuan Sanche (3 épisodes)
- 2022-2023 : Slow Horses (mini-série) : Ingrid Tearney (7 épisodes)

#### Téléfilms
- 1992 : Maria's Child de Malcolm McKay : Melanie
- 1993 : Age of Treason de Kevin Connor : Niobe
- 1996 : Deep Secrets de Diarmuid Lawrence : Honey
- 2000 : Never Never de Julian Jarrold : Jo Weller
- 2001 : Sweet Revenge de David Morrissey : Ellen
- 2002 : Dead Casual de Julian Holmes : Donna
- 2003 : Alibi de David Richards : Marcey Burgess
- 2004 : Père malgré lui (Whose Baby?) de Rebecca Frayn : Karen Jenkins
- 2005 : Born with Two Mothers de Ian Duncan et Oliver Morse : Lucretia Bridges
- 2005 : Blitz: London's Firestorm de Louise Osmond : La narratrice
- 2006 : Celebration de John Crowley : Sonia
- 2006 : The True Voice of Rape de Brian Hill : rôle non communiqué
- 2006 : Tsunami : Les Jours d'après (Tsunami: The Aftermath) de Bharat Nalluri : Susie Carter
- 2010 : Winnie, l'autre Mandela de Michael Samuels : Winnie Mandela

## Théâtre
Sauf indication contraire ou complémentaire, les informations mentionnées dans cette section proviennent de la base de données IBDb.
- 2014 : A Raisin in the Sun
- 2016 : The Crucible

## Distinctions
Sauf indication contraire ou complémentaire, les informations mentionnées dans cette section proviennent des bases de données IMDb et IBDb.

### Récompenses
- Black Reel Awards 2005 : meilleure actrice pour Hotel Rwanda
- NAACP Image Awards 2007 : meilleure actrice dans une mini série ou un téléfilm pour Tsunami - Les jours d'après
- Festival du film de Hollywood 2008 : meilleure distribution pour Le secret de Lily Owens
- Bahamas International Film Festival 2009 : Rising Star Award
- Bahamas International Film Festival 2010 : meilleure actrice pour Skin
- NewNowNext Awards 2014 : meilleure nouvelle actrice de Broadway pour A Raisin in The Sun
- Theatre World Awards 2014 : meilleure actrice dans une pièce pour A Raisin in the Sun
- Tony Awards 2014 : meilleure actrice dans une pièce pour A Raisin in the Sun
- BIFA 2024 : Richard Harris Award.

### Nominations
- MTV Movie & TV Awards 1996 : meilleur baiser à l'écran pour Ace Ventura en Afrique, nomination partagée avec Jim Carrey
- Royal Television Society Awards 2001 : meilleure actrice pour Never Never
- British Independent Film Awards 2003 : meilleure actrice dans un second rôle pour Dirty Pretty Things - Loin de chez eux
- Gold Derby Awards 2005 : meilleure actrice dans un second rôle pour Hotel Rwanda
- International Online Cinema Awards 2005 : meilleure actrice dans un second rôle pour Hotel Rwanda
- NAACP Image Awards 2005 : meilleure actrice dans un second rôle pour Hotel Rwanda
- Oscars 2005 : meilleure actrice dans un second rôle pour Hotel Rwanda
- Screen Actors Guild Awards 2005 :
  - meilleure actrice dans un second rôle pour Hotel Rwanda
  - meilleure distribution pour Hotel Rwanda
- London Film Critics Circle 2006 : meilleure actrice dans un second rôle de l'année pour Hotel Rwanda
- 64e cérémonie des Golden Globes 2007 : meilleure actrice dans une mini-série ou un téléfilm pour Tsunami - Les jours d'après
- Festival de Monte-Carlo 2007 : meilleure actrice dans une mini série ou un téléfilm pour Tsunami - Les jours d'après
- Black Reel Awards 2008 : meilleure actrice dans un second rôle pour Le secret de Lily Owens
- Satellite Awards 2008 : meilleure actrice dans un second rôle pour Le secret de Lily Owens
- British Independent Film Awards 2009 : meilleure actrice pour Skin
- NAACP Image Awards 2009 : meilleure actrice dans un second rôle pour Le secret de Lily Owens
- 63e cérémonie des British Academy Film Awards 2010 :
  - meilleure actrice pour Mrs Mandela
  - meilleure actrice dans un second rôle pour Criminal Justice
- Black Reel Awards 2010 : meilleure actrice pour Skin
- Crime Thriller Awards 2010 : meilleure actrice dans un second rôle pour Criminal Justice
- NAACP Image Awards 2010 : meilleure actrice pour Skin
- Festival de Monte-Carlo 2012 : meilleure actrice dans une série télévisée dramatique pour La gifle
- Drama Desk Awards 2014 : meilleure actrice dans une pièce pour A Raisin in the Sun
- Tony Awards 2016 : meilleure actrice dans une pièce pour The Crucible
- Black Reel Awards 2017 : meilleure actrice dans une mini série ou un téléfilm pour The Hollow Crown